# Suite brève de Louis Aubert
La Suite brève, op. 6 est une suite pour piano à quatre mains, composée par Louis Aubert en 1900, orchestrée en 1910.

## Composition
Louis Aubert compose la Berceuse pour piano dès 1895, puis la Suite brève pour piano à quatre mains en 1900, et il l'orchestre en 1910.

## Présentation
L'œuvre est en trois mouvements :
1. Menuet — Mouvement de menuet ( = 132) en ré majeur, à 
 ;
2. Berceuse — Andante ( = 48) en ré majeur, à 
 ;
3. Air de ballet — Mouvement de valse ( = 72) en si majeur, à 
.

## Orchestration
L'orchestre comprend 2 flûtes, 2 hautbois (le 2e joue aussi du cor anglais), 2 clarinettes en La et 2 bassons, pour les pupitres des vents. Les cuivres comptent 4 cors en Fa, 2 trompettes en Ut, 3 trombones et un tuba. La percussion comprend la harpe et les timbales, les cymbales, le triangle, le jeu de timbres, le tambour de basque, la caisse claire et la grosse caisse. Le quintette à cordes classique est composé des premiers violons, seconds violons, altos, violoncelles et contrebasses.

## Analyse
René Dumesnil considère la Suite brève de Louis Aubert « exquise ».
En 1987, Aubert est absent du Guide de la musique de piano réalisé sous la direction de François-René Tranchefort. Son œuvre est progressivement redécouverte au début du XXIe siècle.